# Ben Duijker
Bernardus "Ben" Duijker (1 de agosto de 1903 — 9 de dezembro de 1990) foi um ciclista holandês.
Defendeu as cores dos Países Baixos participando na prova individual e por equipes do ciclismo de estrada nos Jogos Olímpicos de Verão de 1928, disputadas na cidade de Amsterdã – terminou na 36ª e 9ª posição, respectivamente.